# 新宇宙
新宇宙（日语：ネオユニヴァース），是日本純種競賽馬匹。生涯活躍於中距離賽事，曾於2003年奪得經典三冠賽事中的頭二冠，並成爲最佳3歲雄馬。

## 出賽前
2000年出生於北海道千歲市社台牧場，其所有權直接歸於Shadai Race Horse Ltd.旗下。
其後交由栗東訓練中心練馬師瀨戶口勉訓練，於訓練途中給予陣營不凡的感覺，尤其負責平日訓練策騎之助理練馬師西谷誠對其有極高評價。

## 競賽生涯

### 2歲
2002年11月9日出戰京都競馬場2歲新馬戰，於福永祐一策騎下最終以1 1/2馬位壓過第二名的Mayano Chianti獲得首勝。
其後出戰中京兩歲特別，改由池添謙一策騎，雖然於比賽途中保持穩定節奏，但於直路上被其他兩匹賽駒超越，最終獲得第三。

### 3歲
2003年首戰爲條件戰白梅賞，比賽途中一直於先頭位置推進，於直路上加速保持優勢下，成功抵擋後方Happy Tomorrow的來襲，最終以頸爲優秀獲勝。
其後出戰如月賞，採用先頭戰術下於最後彎道成功衝出，最終於直路上繼續衝刺並以1/2馬位優勢取得首個分級賽冠軍。
於分級賽掄元後，陣營原先安排其出戰皋月賞前哨戰彌生賞，但由於新宇宙之主戰騎師福永經已決定於此比賽策騎上年度朝日盃未來錦標冠軍Eishin Champ，若新宇宙繼續出戰則會有騎師上的衝突。最終經過陣營考慮，決定轉戰另一場前哨戰春季錦標，並於馬主Shadai Race Horse Ltd.負責人吉田照哉的推薦下改用來日客串的杜滿萊爲騎師。
3月23日按計劃出戰春季錦標，獲得僅次於櫻花會長的第二人氣。比賽開始後，其選擇於中團追走，並一直保持自身於外檔位置。進入直路後，由於其所處位置靠外檔，其隨即運用望空優勢衝刺，最終以1 1/4馬位優勢贏過櫻花會長。
4月20日出戰皋月賞，由於此前的優秀戰績，其以3.6的獨贏賠率獲得第一人氣。比賽開始後，前方的Chikiri Teio以慢放姿態帶領馬群以61.7秒的慢步速通過1000米標示，而新宇宙則由始至終保持節奏於中團約莫第八的位置推進。通過最後彎道時，其稍微被其他馬匹阻擋以失去衝刺路線，但於進入直路後隨即穿過馬群的空隙衝出。直路進行至一半時，其奮力加速並稍早前經已處於前方的櫻花會長呈現平頭姿勢，兩駒隨即繼續加速並展開纏鬥。最終於新宇宙稍佔上風下，其以頭位優勢壓過對手，取得首個一級賽冠軍，亦爲騎師杜滿萊帶來首個日本一級賽頭銜。順帶一提，騎師杜滿萊於衝線過後慶祝時，出於安慰對手之原因，向二馬櫻花會長鞍上騎師田中勝春的頭進行拍擊，產生了一代名場面。
完成皋月賞後，騎師杜滿萊因有約在身而返回意大利策騎。但於吉田的極力挽留之下，以及和意大利當地馬房進行協商過後，杜滿萊決定再次前往日本，於東京優駿（日本打吡）策騎新宇宙。
6月1日出戰東京優駿，受到比賽前一日颱風之影響，跑道經已變成黏地的狀態。比賽開始後，其處於中團靠後位置推進，以穩定的速度通過前半段的比賽。通過第三彎度時，騎師杜滿萊指揮其抽出外檔比賽內欄位置的爛地，並於此時開始發力。進入直路後，其隨即加速衝刺，於直路中段輕鬆超越處於前方的荒漠英雄，並於保持領先下以1/2馬位優勢奪得冠軍，成爲計1997年陽光拜仁後又一匹二冠馬。
然而勝出打吡後陣營並未安排其進入放草，反而決定安排其出戰寶塚紀念。此爭議性的決定一出隨即引起馬迷議論，皆因出戰寶塚紀念則意味新宇宙於春季經已需要與一衆年長馬決戰，而且打吡接戰寶塚紀念的賽程安排對於3歲馬而言亦負擔較重。
6月29日按計劃出戰寶塚紀念，即使面對諸如上年度日本馬王吉兆、春季天皇賞冠軍菱鑽奇寶、一級賽六勝馬愛麗數碼及上年度盟主烈焰快駒等強敵，其仍然可以獲得第二人氣。比賽開始後，由於新宇宙出現漏閘情況，其被迫選擇留後戰術於最後的位置追走。雖然於比賽途中奮力爬升至中團位置，但於直路上明顯力弱，無法進一步加速下最終獲得第四。
完成寶塚紀念過後被轉移至宮城縣山元町山元訓練中心放草，其後於8月28日返回馬房訓練。
9月28日出戰神戶新聞盃，由於杜滿萊之客串期限屆滿，再次由福永祐一策騎。比賽途中保持穩定節奏以前列姿態進入直路，但於直路上被荒漠英雄及櫻花會長超越得第三。
10月26日出戰菊花賞，由於日本中央競馬會採用特例允許於客串期間取得一級賽兩勝的外國騎師於客串期外出戰一級賽，因而其再次夥拍杜滿萊。比賽開始後，其處於約莫第十二的位置追走，並於比賽途中不斷加速爬升至先頭位置。進入直路後，早於第三彎道經已發力豐盈處於領先位置，新宇宙則於緊跟於後方。然而此時新宇宙開始失速，被豐盈大幅拋離之下又被後方追擊的林肯超越，最終以第三完賽。
其後出戰日本盃，雖然比賽途中表現良好，但仍然未能追上領放且於直路上拉開9馬位差距的跳舞城，亦不敵豐盈及吉兆兩匹賽駒，最終獲得第四。
年末，由於其於春季勇奪二冠的表現，於評選中以近乎全票的284票當選最佳3歲雄馬。

### 4歲
2004年首戰爲產經大阪盃，於比賽途中以穩定節奏進入直路，並於終點線前超越領放的萬能泰斗，以頭位險勝對方，獲得自上年打吡後的冠軍。
5月2日出戰春季天皇賞，雖然於賽前作爲03世代的代表馬獲得第二人氣，但於直路上突然失速沉底，最終以第十名大敗。
其後陣營再次以寶塚紀念爲目標，但於訓練途中被發現右前腳患有肌腱炎同時引致球節骨折，不得不進入放草休養。最後於陣營考慮下決定安排其退役，並於9月20日在札幌競馬場舉行退役儀式。

### 詳細賽績
| 日期       | 舉辦國家 | 馬場 | 距離   | 級別 | 賽事名稱     | 負重 | 騎師     | 馬號 | 出馬 | 名次 | 時間   | 頭馬（二馬）       |
| ---------- | -------- | ---- | ------ | ---- | ------------ | ---- | -------- | ---- | ---- | ---- | ------ | ------------------ |
| 9/11/2002  | 日本     | 京都 | 草1400 |      | 2歲新馬      | 54   | 福永祐一 | 18   | 18   | 1    | 1:22.7 | （Mayano Chianti） |
| 14/12/2002 | 日本     | 中京 | 草1800 | OP   | 中京兩歲錦標 | 55   | 池添謙一 | 9    | 9    | 3    | 1:49.2 | Hoshi Commander    |
| 18/1/2003  | 日本     | 京都 | 草1600 |      | 白梅賞       | 56   | 福永祐一 | 3    | 16   | 1    | 1:35.1 | （Happy Tomorrow） |
| 16/2/2003  | 日本     | 京都 | 草1800 | GIII | 如月賞       | 56   | 福永祐一 | 8    | 14   | 1    | 1:49.6 | （沉默交易）       |
| 23/3/2003  | 日本     | 中山 | 草1800 | GII  | 春季錦標     | 56   | 杜滿萊   | 15   | 16   | 1    | 1:48.2 | （櫻花會長）       |
| 20/4/2003  | 日本     | 中山 | 草2000 | GI   | 皋月賞       | 57   | 杜滿萊   | 3    | 18   | 1    | 2:01.2 | （櫻花會長）       |
| 1/6/2003   | 日本     | 東京 | 草2400 | GI   | 東京優駿     | 57   | 杜滿萊   | 13   | 18   | 1    | 2:28.5 | （荒漠英雄）       |
| 29/6/2003  | 日本     | 阪神 | 草2200 | GI   | 寶塚紀念     | 53   | 杜滿萊   | 6    | 17   | 4    | 2:12.3 | 菱鑽奇寶           |
| 28/9/2003  | 日本     | 阪神 | 草2000 | GII  | 神戶新聞盃   | 56   | 福永祐一 | 11   | 13   | 3    | 2:00.2 | 荒漠英雄           |
| 26/10/2003 | 日本     | 京都 | 草3000 | GI   | 菊花賞       | 57   | 杜滿萊   | 17   | 18   | 3    | 3:05.0 | 豐盈               |
| 30/11/2003 | 日本     | 東京 | 草2400 | GI   | 日本盃       | 55   | 杜滿萊   | 8    | 18   | 4    | 2:30.3 | 跳舞城             |
| 4/4/2004   | 日本     | 阪神 | 草2000 | GII  | 產經大阪盃   | 59   | 杜滿萊   | 5    | 11   | 1    | 1:59.6 | （萬能泰斗）       |
| 2/5/2004   | 日本     | 京都 | 草3200 | GI   | 春季天皇賞   | 58   | 杜滿萊   | 11   | 18   | 10   | 3:20.3 | Ingrandire         |

## 退役後
退役後，新宇宙成為了配種馬，於北海道早來町（今安平町）社台Stallion Station休養，在2005年配種。首批子嗣於2006年出生。首批可於子嗣於2008出賽。10月4日，宇宙無極於札幌兩歲錦標取勝，成為首匹勝出分級賽的子嗣。2009年4月19日，所向披靡於皋月賞取勝，成為首匹勝出一級賽的子嗣，亦達成一級賽事父子制霸。2011年3月26日，比薩勝駒於杜拜世界盃取勝，成為首匹勝出此賽事的日本賽駒。
2015年12月被轉移至北海道新日高町Lex Stud，繼續於此地進行配種工作。
2021年3月8日，於配種期間發生事故，被一匹繁殖雌馬掀翻在地並造成肩部骨折，最終被處以安樂死，享年21歲。

### 主要子嗣
2006年生
- 宇宙無極（札幌兩歲錦標、日經電台盃兩歲錦標、彌生賞、東京優駿）
- 所向披靡（春季錦標、皋月賞）

2007年生
- 比薩勝駒（彌生賞、皋月賞、有馬紀念、中山紀念、 杜拜世界盃）

2011年生
- 新寫實派（札幌紀念、中山紀念、 女皇盃）

#### 分級賽優勝子嗣
2006年生
- Italian Red（七夕賞、小倉紀念、府中牝馬錦標）

2007年生
- Neo Vendome（如月賞）
- Big Bang（北海道兩歲優駿）
- Steal Pass（閃耀女士盃）
- Gorski（根岸錦標）

2008年生
- Desperado（兩次長途馬錦標、京都紀念）
- 慈善之家（札幌兩歲錦標）
- 宗教畫藝（京成盃秋季錦標）

2010年生
- Amour Poesie（關東橡樹大賽）
- Tamamo Planet（京都跳欄錦標）

2011年生
- Forevermore（皇后盃）
- Vita Allegria（海洋盃）
- Omega Heart Rock（妖精錦標）

2012年生
- Westerlund（天蠍錦標）
- Sunday Wizard（新潟大賞典）
- Bright Emblem（札幌兩歲錦標）

2013年生
- Glanzend（獵豹錦標、東海錦標）

2017年生
- 櫻花永放（東京新聞盃、京都金盃）

2018年生
- Meisho Murakumo（獵豹錦標）

此外，被譽為「日本賽馬史上最強兩勝馬」的萬籟爭鳴（2011年出生）亦為其子嗣。

## 血統簡介
父系週日寧靜是美國三冠賽雙料冠軍馬，退役後在日本配種，在日本馬壇相當成功，贏得多項分級賽事，其子嗣贏得巨額獎金，連續12年成為日本冠軍種馬。祖父Halo爲美國賽駒，曾贏得一級賽冠軍，爲美國冠軍種馬。
母系Pointed Path爲英國生產的法國賽駒，生涯僅出戰兩場賽事均未勝出。外祖父基斯爲英國賽駒，生涯戰績不俗，曾勝出一級賽薩塞克斯錦標。

### 血統表
| 父線：週日寧靜系（Halo系）           |                             |                 |               |
| 種馬 週日寧靜 1986年（棕色）         | Halo 1969年（棕色）         | Hail to Reason  | Turn-to       |
| 種馬 週日寧靜 1986年（棕色）         | Halo 1969年（棕色）         | Hail to Reason  | Nothirdchance |
| 種馬 週日寧靜 1986年（棕色）         | Halo 1969年（棕色）         | Cosmah          | Cosmic Bomb   |
| 種馬 週日寧靜 1986年（棕色）         | Halo 1969年（棕色）         | Cosmah          | Almahmoud     |
| 種馬 週日寧靜 1986年（棕色）         | Wishing Well 1975年（棗色） | Understanding   | Promised Land |
| 種馬 週日寧靜 1986年（棕色）         | Wishing Well 1975年（棗色） | Understanding   | Pretty Ways   |
| 種馬 週日寧靜 1986年（棕色）         | Wishing Well 1975年（棗色） | Mountain Flower | Montparnasse  |
| 種馬 週日寧靜 1986年（棕色）         | Wishing Well 1975年（棗色） | Mountain Flower | Edelweiss     |
| 繁殖雌馬 Pointed Path 1984年（栗色） | 基斯 1976年（栗色）         | Sharpen Up      | Atan          |
| 繁殖雌馬 Pointed Path 1984年（栗色） | 基斯 1976年（栗色）         | Sharpen Up      | Rocchetta     |
| 繁殖雌馬 Pointed Path 1984年（栗色） | 基斯 1976年（栗色）         | Doubly Sure     | Reliance      |
| 繁殖雌馬 Pointed Path 1984年（栗色） | 基斯 1976年（栗色）         | Doubly Sure     | Soft Angels   |
| 繁殖雌馬 Pointed Path 1984年（栗色） | Silken Way 1973年（栗色）   | Shantung        | Sicambre      |
| 繁殖雌馬 Pointed Path 1984年（栗色） | Silken Way 1973年（栗色）   | Shantung        | Barley Corn   |
| 繁殖雌馬 Pointed Path 1984年（栗色） | Silken Way 1973年（栗色）   | Boulevard       | Pall Mall     |
| 繁殖雌馬 Pointed Path 1984年（栗色） | Silken Way 1973年（栗色）   | Boulevard       | Costa Sola    |
| 雌系：號族：1-l                      |                             |                 |               |
| 五代內近親交配：無                   |                             |                 |               |

## 命名由來
名字Neo Universe（ネオユニヴァース）出自日本著名搖滾團體彩虹樂團同名單曲，意思即是「新宇宙」。

## 外部連結
- 新宇宙 netkeiba.com （页面存档备份，存于）
- 血統表 （页面存档备份，存于）